# 小行星4004
小行星4004（英語：4004 Listʹev）是一颗围绕太阳公转的小行星。1971年9月16日，Crimean Astrophysical Observatory在克里米亚发现了此天体。
这颗小行星的绝对星等为347.3167891906473等。